# Kasteel Goudenstein
Kasteel Goudenstein is een kasteelruïne in Haaften, een dorp in de gemeente West Betuwe in de Nederlandse provincie Gelderland.

## Geschiedenis
Vanaf de 13e eeuw is er sprake van het kasteel, haar bouwers en bewoners, het geslacht Van Haeften. In het rampjaar 1672 werd het kasteel door de Franse troepen van koning Lodewijk XIV verwoest, waarbij slechts een hoektoren gespaard bleef. De toren is circa 19 meter hoog en 3,5 meter doorsnede. Halverwege zijn in het muurwerk sporen van kantelen zichtbaar. De weergang was oorspronkelijk op deze hoogte, de muur eronder heeft een dikte van 1,10 meter, terwijl daarboven de muur slechts 25 centimeter is. De muur werd vermoedelijk in de 16e eeuw verhoogd. Het geslacht Dutry van Haeften, verwanten maar geen directe nakomelingen van de bouwers, hield de overgebleven toren in bezit tot 1975. De Stichting Vrienden der Geldersche Kasteelen verwierf de toren en heeft deze onder haar hoede genomen.
De toren staat in de achtertuin van twee woningen in de Dreef en is niet toegankelijk voor het publiek, maar kan bezichtigd worden vanaf de Dreef en ook, maar minder goed vanaf de Koningsstraat en de Goudensteinstraat die naar de ruïne vernoemd is. Samen met de Protestantse kerk en korenmolen De Blauwe Reiger bepaalt Goudenstein de horizon van Haaften. Doordat Haaften in een uitstulping van de Waalbandijk ligt, zijn deze drie vanuit allerlei richtingen op verscheidene kilometers afstand te zien, bijvoorbeeld vanaf de dijken in Waardenburg en Herwijnen en vanaf de overkant van de Waal van Zaltbommel tot Nieuwaal en bij helder weer zelfs vanaf de dijk tussen Zuilichem en Brakel.

## Afbeeldingen

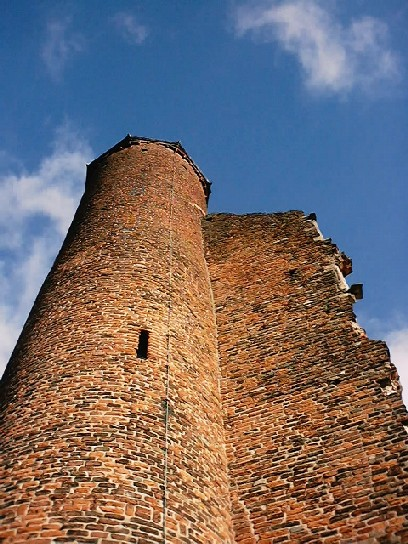
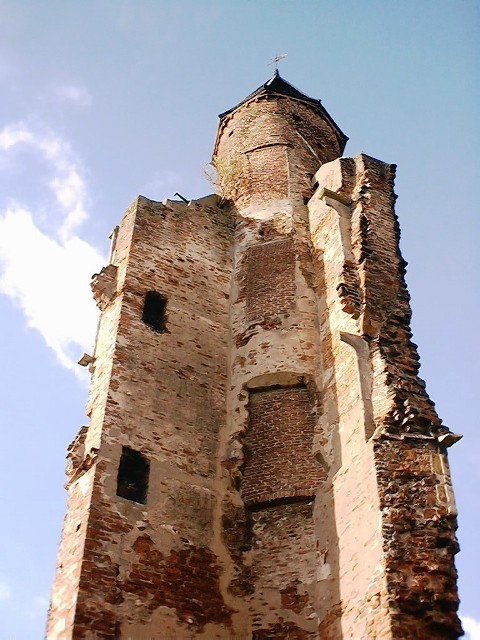
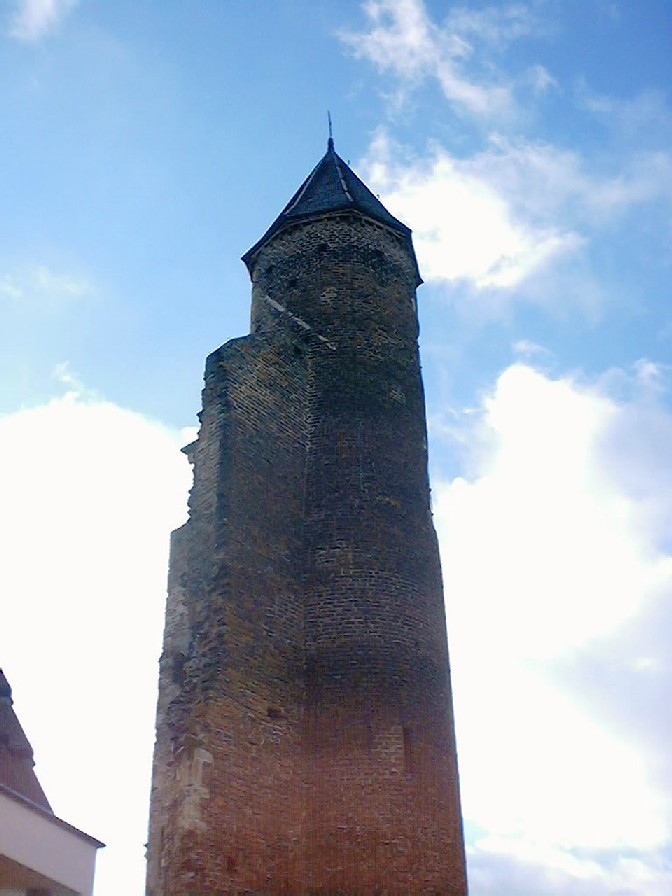
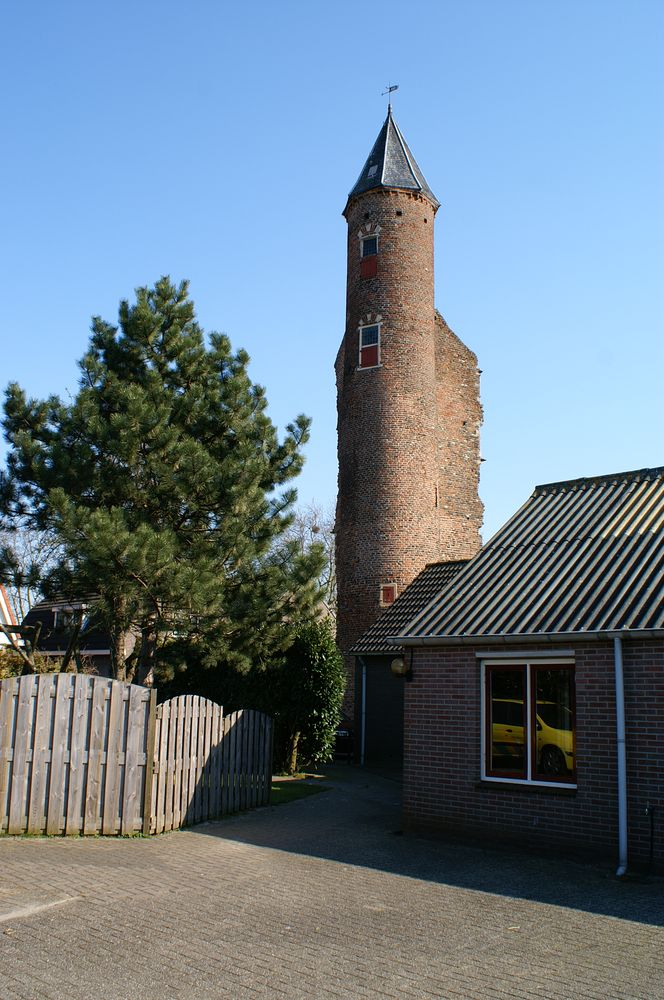
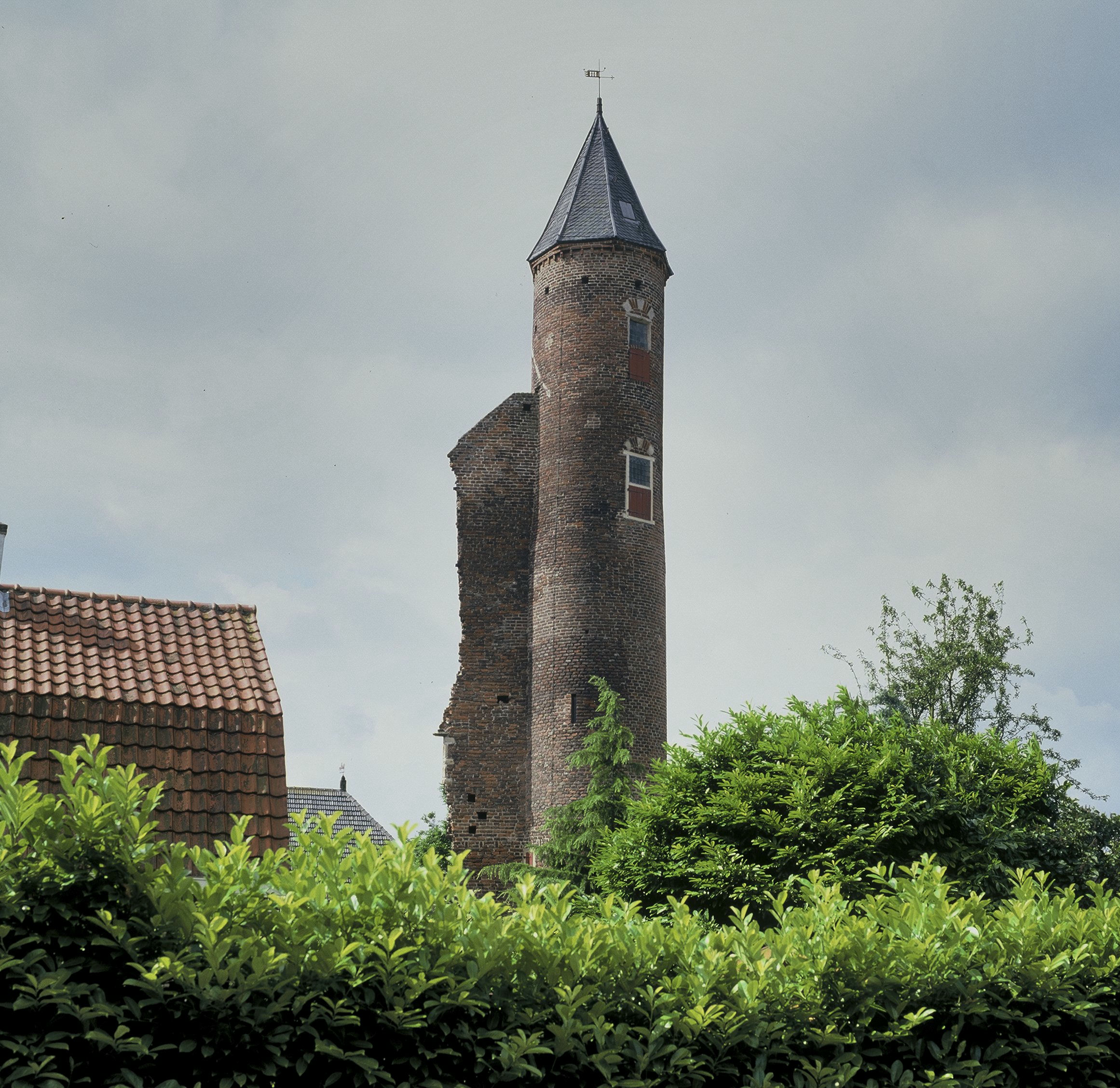
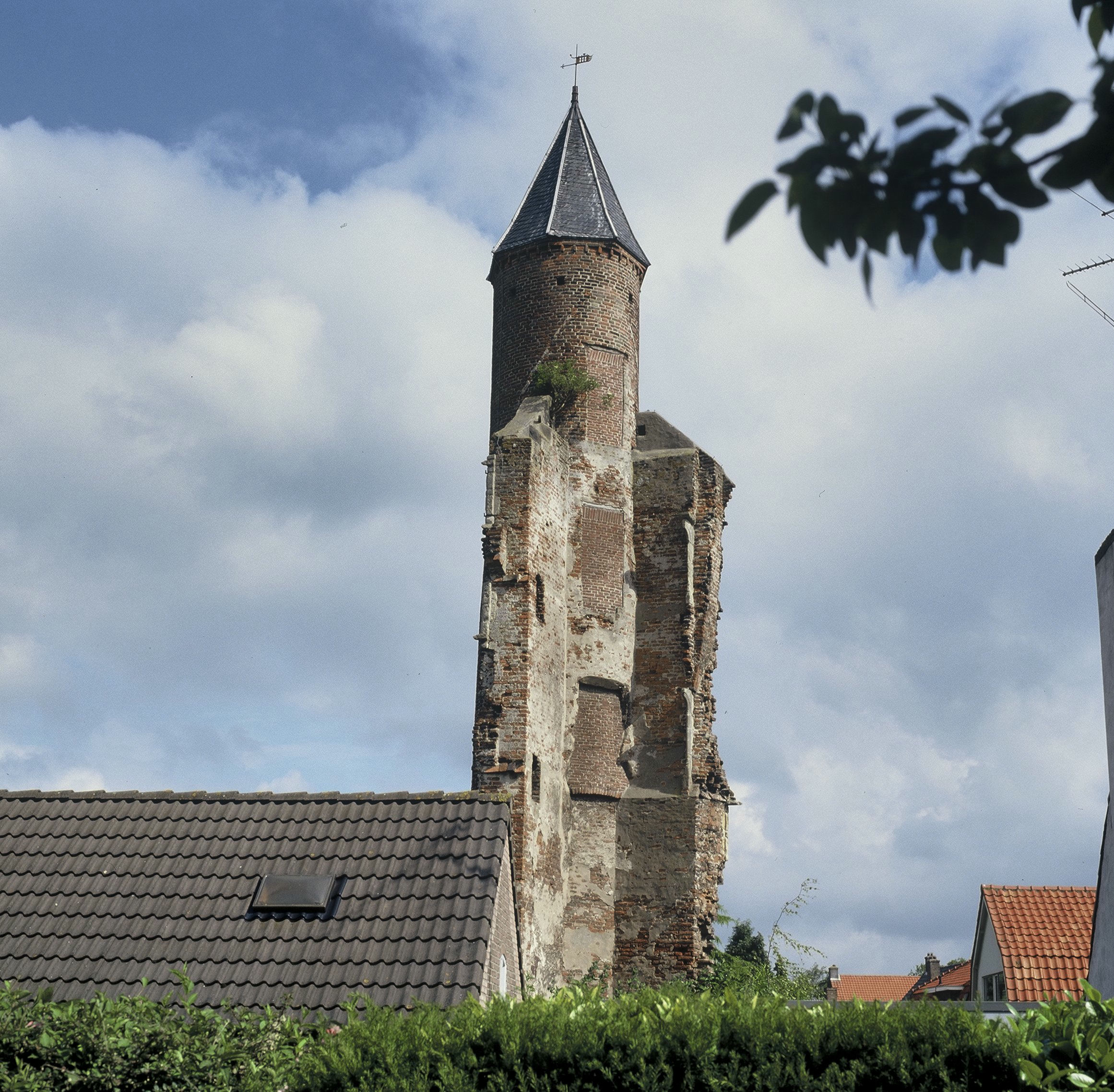
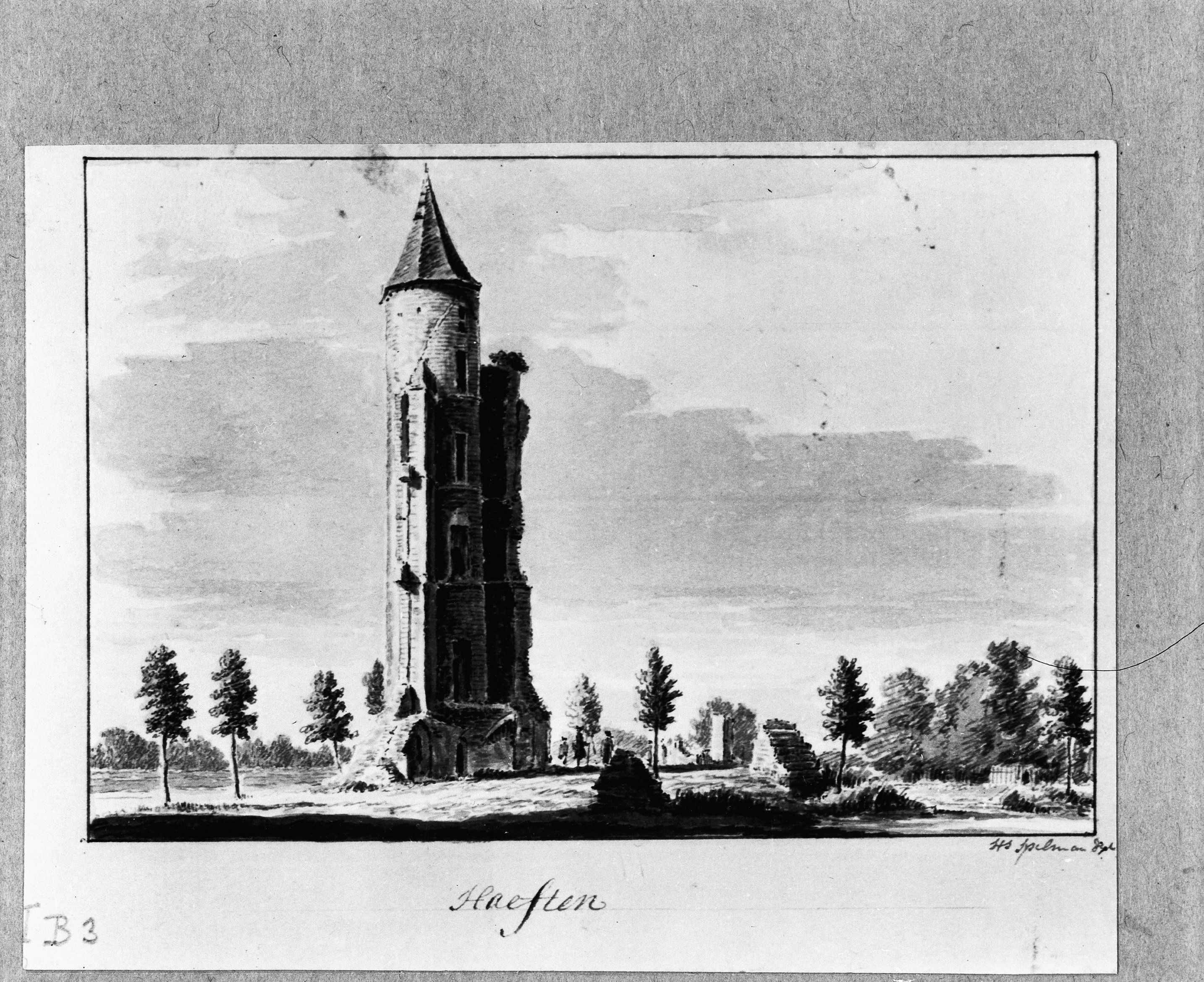